# Kerftabak
Kerftabak is de naam waarmee drie soorten tabak worden aangeduid: pruimtabak, pijptabak en shag. Shag heeft veruit het grootste volume. Kerftabak bestaat uit fijngesneden tabaksbladeren die een betrekkelijk hoog vochtgehalte bezitten.
De shag wordt gebruikt voor:
- Roll-Your-Own (RYO), tabak om met vloeitjes zelf sigaretten te rollen;
- Make-Your-Own (MYO), tabak om met filterhulzen zelf sigaretten te maken.

## Branche
In Nederland werden de fabrikanten van kerftabak tot eind 2016 vertegenwoordigd door de Vereniging Nederlandse Kerftabakindustrie (VNK). Deze werd in 1952 opgericht vanuit het Bureau voor de Tabaksindustrie. Per 1 januari 2017 zijn VNK en de Stichting Sigarettenindustrie (opgericht in 1955) samengegaan in  de Vereniging Nederlandse Sigaretten- en Kerftabakfabrikanten (VSK). VSK heeft tot doel het behartigen van de belangen van de in Nederland gevestigde fabrikanten en importeurs van sigaretten en shag.
Aanvankelijk had de VNK nog 300 leden. Door een proces van verregaande concentratie telt de VSK in 2021 nog slechts vijf leden:
- Landewyck Tabak Holland te Roosendaal.
- Heupink & Bloemen Tabak te Ootmarsum.
- Van Nelle Tabak te Joure (onderdeel van Imperial Tobacco).
- British American Tobacco te Amstelveen, met de fabriek van Koninklijke Theodorus Niemeyer BV te Groningen.
- Japan Tobacco International.

De bekendste shagmerken in Nederland zijn:
- Van Nelle
- Drum
- Samson
- Brandaris
- Javaanse Jongens

De verkoop van shag in Nederland loopt terug. In 2002 werd nog 13.000 ton shag verkocht, dit daalde naar 8646 ton in 2012 en in 2020 kwam het op 5448 ton uit.